# Élections législatives de 1951 en Lot-et-Garonne
Les élections législatives françaises de 1951 se tiennent le 17 juin. Ce sont les deuxièmes élections législatives de la Quatrième République.

## Mode de scrutin
Représentation proportionnelle plurinominale suivant la méthode du plus fort reste dans 103 circonscriptions, conformément à la loi des apparentements : les listes qui se sont « apparentées » avant l'élection remportent tous les sièges de la circonscription si leurs voix ajoutées obtiennent la majorité absolue des suffrages exprimés. Il y a 629 sièges à pourvoir.
Le vote préférentiel est admis.
Dans le département de Lot-et-Garonne, quatre députés sont à élire.

## Candidats

### Liste du Parti communiste français
| N° | Candidats | Candidats          | Parti | Principales fonctions                     |
| -- | --------- | ------------------ | ----- | ----------------------------------------- |
| 01 |           | Hubert Ruffe       | PCF   | Député sortant, employé                   |
| 02 |           | Raymond Duprat     | PCF   | Ouvrier, député sortant                   |
| 03 |           | Suzanne Lermigeaux | PCF   | Professeur, conseillère municipale d'Agen |
| 04 |           | Léopold Rambeaud   | PCF   | Cultivateur                               |

### Liste du Rassemblement des gauches républicaines et du Parti radical-socialiste
| N° | Candidats | Candidats              | Parti    | Principales fonctions                                                                        |
| -- | --------- | ---------------------- | -------- | -------------------------------------------------------------------------------------------- |
| 01 |           | Henri Caillavet        | RGR      | Licencié ès-lettres, docteur en droit, député sortant                                        |
| 02 |           | Raphaël Trémouilhe     | RGR-UDSR | Docteur vétérinaire, conseiller général du canton de Lauzun, Allemans-du-Dropt               |
| 03 |           | Élie Martinaud         | Radical  | Propriétaire exploitant, conseiller général du canton de Castillonnès, maire de Castillonnès |
| 04 |           | Joseph Casimir Lafitte | Radical  | Propriétaire à Mézin, conseiller général du canton de Mézin                                  |

Raphaël Trémouilhe, présenté comme membre du RGR sur les professions de foi, était inscrit au groupe de l'UDSR.

### Liste socialiste SFIO contre le gaullisme et le communisme
| N° | Candidats | Candidats       | Parti | Principales fonctions                                                                                        |
| -- | --------- | --------------- | ----- | --- |
| 01 |           | Jean Nénon      | SFIO  | Conseiller général du canton de Fumel, instituteur à Fumel                                                   |
| 02 |           | Rodolphe Roubet | SFIO  | Conseiller général du canton de Tonneins, propriétaire-exploitant, Président des planteurs de tabac, Clairac |
| 03 |           | Hervé Valois    | SFIO  | Médecin, conseiller général du canton de Laroque-Timbaut, maire de Laroque-Timbaut                           |
| 04 |           | Jean Bertin     | SFIO  | Conseiller général du canton d'Agen-1, préparateur en pharmacie, ancien résistant déporté                    |

### Liste d'Action sociale, familiale et rurale présentée par le MRP
| N° | Candidats | Candidats           | Parti | Principales fonctions                                                                                          |
| -- | --------- | ------------------- | ----- | --- |
| 01 |           | Jean-Jacques Juglas | MRP   | Professeur, ancien maire-adjoint du 16ème arrondissement de Paris, délégué de la France à l'ONU, ancien député |
| 02 |           | Jean Baylac         | MRP   | Premier adjoint au maire de Marmande, ingénieur électricien                                                    |
| 03 |           | Michel Philippe     | MRP   | Propriétaire-exploitant à Montmarès, conseiller municipal de Villeneuve-sur-Lot                                |
| 04 |           | Marc Delsol         | MRP   | Propriétaire-exploitant à Sainte-Colombe-en-Bruilhois                                                          |

### Liste du Rassemblement du peuple français
| N° | Candidats | Candidats              | Parti | Principales fonctions                                |
| -- | --------- | ---------------------- | ----- | ---------------------------------------------------- |
| 01 |           | Jean-Pierre Mans       | RPF   | Médecin psychiatre, délégué départemental du RPF     |
| 02 |           | Christian de Rendinger | RPF   | Propriétaire exploitant, ancien colonel d'infanterie |
| 03 |           | Paul Roche             | RPF   | Propriétaire-exploitant                              |
| 04 |           | Jean Resal             | RPF   | Ingénieur agronome                                   |

### Liste du Centre national des indépendants et paysans
| N° | Candidats | Candidats          | Parti | Principales fonctions                                      |
| -- | --------- | ------------------ | ----- | ---------------------------------------------------------- |
| 01 |           | André Lescorat     | CNIP  | Député sortant MRP, ancien résistant, Moncrabeau           |
| 02 |           | Gabriel Lapeyrusse | CNIP  | Ancien résistant FFI, maraîcher-expéditeur, maire de Nérac |
| 03 |           | Yves Balségur      | CNIP  | Vétérinaire, maire de Monflanquin                          |
| 04 |           | Raymond Germain    | CNIP  | Avocat, Agen                                               |

### Liste du Rassemblement des groupes républicains et indépendants français
| N° | Candidats | Candidats           | Parti | Principales fonctions                 |
| -- | --------- | ------------------- | ----- | ------------------------------------- |
| 01 |           | Jean Delmouly       | RGRIF | Avocat                                |
| 02 |           | Jean Dupuy de Goyne | RGRIF | Agent d'affaires à Villeneuve-sur-Lot |
| 03 |           | Roger Béziade       | RGRIF | Cultivateur à Castelnau-sur-Gupie     |
| 04 |           | Georges Jammes      | RGRIF | Avocat                                |

## Élus
| Député sortant  | Parti | Parti   | Député élu ou réélu | Parti | Parti |
| --------------- | ----- | ------- | ------------------- | ----- | ----- |
| Hubert Ruffe    |       | PCF     | Raphaël Trémouilhe  |       | RGR   |
| Raymond Duprat  |       | PCF     | Jean Nénon          |       | SFIO  |
| André Lescorat  |       | MRP     | Jean-Jacques Juglas |       | MRP   |
| Henri Caillavet |       | Rad soc | Henri Caillavet     |       | RGR   |

## Résultats

### Résultats à l'échelle du département
- Les listes RGR-Rad, de la SFIO, du MRP, du CNIP et du RGRIF se sont apparentées.
- Leurs voix cumulées représentant plus de 50% des exprimés, tous les sièges sont répartis à la proportionnelle entre les partis apparentés.

| Parti    | Parti                                                             | Tête de liste       | Résultats | Résultats | Sièges |  |
| Parti    | Parti                                                             | Tête de liste       | Voix      | %         |        |  |
| -------- | ----------------------------------------------------------------- | ------------------- | --------- | --------- | ------ |  |
|          | Parti communiste français                                         | Hubert Ruffe        | 40 123    | 33,62     | 0      |  |
|          | Rassemblement des gauches républicaines *                         | Henri Caillavet     | 28 007    | 23,47     | 2      |  |
|          | Section française de l'Internationale ouvrière *                  | Jean Nénon          | 12 226    | 10,24     | 1      |  |
|          | Mouvement républicain populaire *                                 | Jean-Jacques Juglas | 11 556    | 9,68      | 1      |  |
|          | Rassemblement du peuple français                                  | Jean-Pierre Mans    | 11 413    | 9,56      | 0      |  |
|          | Centre national des indépendants et paysans *                     | André Lescorat      | 10 088    | 8,45      | 0      |  |
|          | Rassemblement des groupes républicains et indépendants français * | Jean Delmouly       | 5 076     | 4,25      | 0      |  |
|          |                                                                   |                     |           |           |        |  |
| Inscrits | Inscrits                                                          | Inscrits            | 153 321   | 100,00    | 4      |  |
| Votants  | Votants                                                           | Votants             | 122 587   | 79,96     |        |  |
| Exprimés | Exprimés                                                          | Exprimés            | 119 346   | 97,36     |        |  |